# Homostichanthidae
Homosticantidae é uma família de anémona do mar pertencente à ordem Actiniaria.
Géneros:
- Homostichanthus